# Archer (Zeichentrickserie)
Archer ist eine US-amerikanische Zeichentrickserie für Erwachsene nach einer Idee von Adam Reed, die von 2009 bis 2023 in vierzehn Staffeln ausgestrahlt wurde. Die Serie dreht sich um das Leben von Sterling Malory Archer und sein Wirken als Agent für den fiktiven Geheimdienst ISIS.

## Handlung und Stil
Sterling Archer ist beim International Secret Intelligence Service (ISIS) unter der Führung seiner herrischen Mutter Malory Archer als Agent tätig. Neben üblichen Agenteneinsätzen muss er sich mit der Agentin Lana Kane, seiner Ex-Freundin, ihrem Freund Cyril Figgis, dem ISIS-Buchhalter, und weiteren skurrilen Charakteren herumschlagen. Dabei werden Klischees bekannter Agentenformate bedient und durch starke Überzeichnung parodiert. Die Serie ist anachronistisch konzipiert, denn neben der Technik aus den 90er Jahren und dem Feindbild des Kalten Krieges aus den 80er Jahren gibt sie teilweise die aktuelle politische Situation der Gegenwart wieder.
In der ersten Staffel werden vorwiegend die Hauptpersonen eingeführt. Schwerpunkt der Handlung liegt auf einzelnen Einsätzen des Agententeams. Im Laufe der Staffel trennen sich Archers Ex-Freundin Lana Kane und Cyril Figgis.
Auch die zweite Staffel beginnt zunächst episodenhaft. Im Verlauf zeichnet sich jedoch ein Konflikt zwischen ISIS und dem KGB ab. Höhepunkt der Staffel ist Archers Gefangennahme in Moskau durch seinen möglichen Vater, den Chef des KGB. Mit Hilfe der abtrünnigen sowjetischen Agentin Katya und Archers Rivalen Barry Dylan gelingt ihm jedoch die Flucht. Barry Dylan wird dabei durch Archers Verschulden schwer verletzt und von den Sowjets als Cyborg wieder erweckt. Im Finale zeichnet sich ab, dass Archer und Katya heiraten wollen. Auf der Verlobungsfeier stürzt sie allerdings in den Tod, als sie Sterling vor Barry rettet.
Aufgrund seiner verstorbenen Verlobten ist Archer zu Beginn der dritten Staffel untergetaucht. Er übernimmt die Führung über eine pazifische Piratenbande, die jedoch bald gegen ihn meutert. Mit Hilfe seiner Freunde von ISIS kann er jedoch fliehen. Im Verlauf der Staffel wird Archers Kollege Ray verletzt und sitzt seitdem im Rollstuhl, von dem ihn Krieger in einer späteren Folge befreit, indem er ihm bionische Beine anoperiert. Zudem stellt sich heraus, dass er Katya als Cyborg wieder zum Leben erweckt hat. Sterlings möglicher Vater, KGB-Chef Jakov, läuft derweil zu ISIS über. Es stellt sich heraus, dass Barry Dylan mittlerweile Chef des KGB ist. Dieser tötet Jakov, bevor geklärt werden kann, ob er wirklich Sterlings Vater ist. Außerdem gelingt es ihm, Sterling Katya auszuspannen. Die Staffel endet mit einer Mission auf einer Raumstation, die sich in der Gewalt von bewaffneten Geiselnehmern befindet. Nach Niederschlagung der Revolte gelingt es Sterling und seinem Team, Barry Dylan, der Sterling ins All gefolgt war, zurückzulassen, sodass dieser von der Erde abgeschnitten ist.
Die vierte Staffel schließt nahtlos an: Archer und sein Team kehren zur Erde zurück. Katya taucht wieder auf und es gelingt ihr, ISIS so zu manipulieren, dass das Team hilft, Barry Dylan von der Raumstation zu befreien. Es wird angedeutet, dass Katya mittlerweile KGB-Chefin ist. Wie die ersten beiden Staffeln werden in der vierten Staffel wieder vorwiegend Einzelgeschichten erzählt. Zudem stellt sich heraus, dass Lana schwanger ist. Als Vater gibt sie eine anonyme Samenspende an.
Zu Beginn der fünften Staffel wird die ISIS-Zentrale von FBI-Agenten gestürmt. Die ehemaligen ISIS-Agenten werden zwar freigelassen, müssen jedoch die Spionagetätigkeit einstellen. Sie beginnen daher mit dem Aufbau eines internationalen Drogenkartells, da Malory Archer noch etwa eine Tonne Kokain besitzt, die ihr von der CIA überlassen wurde, welche die ehemaligen ISIS-Agenten im Laufe der Staffel gegen Waffen an ein fiktives südamerikanisches Fürstentum zu liefern. Dies fliegt jedoch nach dem Sturz des Fürsten auf und ISIS wird schlussendlich der CIA angeschlossen.
Während die sechste Staffel wieder an die ersten vier „Agenten“-Staffeln anknüpft, eröffnen die Protagonisten zu Beginn der siebten Staffel eine Privatdetektei. Im Finale der siebten Staffel wird Archer angeschossen und fällt ins Koma.
Die achte und die neunte Staffel führen den Zuschauer dann in die Traumwelt des immer noch komatösen Archers. In der achten Staffel befinden sich die Protagonisten im Los Angeles der späten 1940er Jahre und lösen einen Kriminalfall.
Das Geschehen der neunten Staffel dreht sich um einen geheimnisvollen Schatz auf einer Insel im Pazifik und spielt im Jahr 1938. Archer und seine Konsorten müssen sich unter anderem gegen Kannibalen und von Cyril geführte Nazi-Schergen beweisen. Im Finale der neunten Staffel erwacht Archer scheinbar in einem Raumschiff.
Dieses Raumschiff bildet auch den Handlungsort der 10. Staffel. Am Ende der 10. Staffel wacht Archer dann aus seinem Koma wieder auf.
In Staffel 11 erfährt Archer nach seinem dreijährigen Koma, dass ISIS wieder den normalen Betrieb aufgenommen hat, und er nimmt ebenfalls seine Arbeit wieder auf. Lana ist mittlerweile mit einem älteren Millionär verheiratet, was Archer ihr übel nimmt. Die meisten Mitarbeiter der Agency geben Archer die Schuld am Misslingen der meisten Aufträge, da es während seines Komas besser lief als jetzt und deshalb versucht Malory Archer aus allem heraus zu halten. Doch dieser schleicht sich immer wieder in die Missionen und trotz allen Fehltritten wendet sich vorerst alles zum Guten für die Agency. Neben vielen weiteren Missionen, tut sich Archer mit dem einen guten Barrycyborg zusammen um eine Fabrik, welche böse Barrys bauen soll, zu zerstören.
In Staffel 12 stellt die Agency zwei Marketing Experten ein welche dieser aus einer Identitätskrise führen soll, welche finanziellen Schaden verursacht. Um das Image aufzupolieren und wieder Geld einzunehmen, stellt sich Archer und das Team weiteren Abenteuern um Aufträge abzuschließen. Ihr größter Konkurrent ist hierbei die IIA. Beide Agencies wollen einen speziellen Prototypen für sich gewinnen. Robert, der Millionär, tritt als Geldgeber auf und hat damit eine Miteigentümerschaft an der Agency und wird somit zum Chef von Lana, Archer und Co.
Die 13. Staffel ist geprägt vom Konflikt der Agency mit ihrem Eigentümer und der IIA. Im Finale der Staffel zeigt sich, dass Robert und die IIA kriminelle Machenschaften verfolgen. Sie werden von den Protagonisten gestoppt und Robert muss ins Gefängnis.
In der 14. Staffel stößt mit Zara Khan eine neue Agentin zum Team. Die Agency wird nach Mallory Archers Abtritt in der früheren Staffel  nun von Lana Kane geführt. Die Staffel erzählt wieder einzelne Agentengeschichten wie in den früheren Staffeln.

## Hauptfiguren
Sterling Malory ArcherCodename: Duchess (nach der verstorbenen Hündin seiner Mutter). Er gilt als einer der gefährlichsten Geheimagenten der Welt, ist jedoch sehr egozentrisch und infantil. An verschiedenen Stellen zeigt sich jedoch, dass Archer außerordentlich gebildet ist, was auf seine Jahre auf einer Privatschule zurückzuführen ist. So spricht er mehrere Sprachen und verfügt über kulturelles und naturwissenschaftliches Detailwissen. Archer genießt die Sonnenseiten des Agentenlebens, was sich durch Weltreisen, Sex und teure Anzüge ausdrückt – meistens bezahlt mit dem Geld seiner Mutter. Nichtsdestotrotz ist Archer durch seinen geschulten Umgang mit Waffen und seinen durchtrainierten Körper eine tödliche Gefahr für jeden Kontrahenten. Im Hinblick auf seine Mutter zeichnet er sich durch eine Art Ödipus-Komplex aus. Häufig gefährdet er den Erfolg der Missionen, auf die er geschickt wird, reißt das Ruder aber letztendlich immer noch herum. In vielen Szenen zeigt sich, dass Archer politisch und gesellschaftlich sehr liberale Positionen vertritt.
Lana KaneLana ist die intelligentere, härtere und durchsetzungsstärkere Agentin bei ISIS. Sie ist ausgesprochen attraktiv und eine ausgezeichnete Agentin, spielt jedoch innerhalb von ISIS nur die zweite Geige. Sie war in einer Beziehung mit Cyril, dem Buchhalter von ISIS, mit der Begründung, dass er gerade nicht so ist wie Sterling, mit dem sie vorher und später wieder zusammen war. Sterling bezeichnet Lana als einzigen Profi bei ISIS und als seinen einzigen Freund. Im Laufe der Handlung wird sie schwanger. Ein Running Gag sind Anspielungen auf ihre großen Hände. Außerdem war sie in jungen Jahren eine Umweltaktivistin. Sie stammt aus einer kalifornischen Akademikerfamilie. Lana dient als moralisches Gegengewicht zu Archer und muss häufig dessen Fehler ausbügeln, um den Ruf der Agentur zu retten. In den späteren Staffeln hat sie ein uneheliches Kind mit Archer.
Malory ArcherMalory ist eine egozentrische Geschäftsfrau, die sehr dem Alkohol zugetan ist und die Agentur leitet. Ihrem außerordentlichen Sexualtrieb hat sie es auch zu verdanken, dass sie nicht weiß, wer der Vater von Sterling ist. Malory hasst ihre Nachbarin, Trudy Beekman, und versucht immer, ihr zu schaden. Sie zeichnet sich in der Serie stets durch ihre politische Inkorrektheit aus. Über 40 Jahre lang hatte sie eine Affäre mit dem Chef des in der Serie noch existierenden russischen Geheimdienstes KGB, Nikolai Jakov. Zudem legt sie eine konservative Haltung zu allen gesellschaftlichen und ökonomischen Fragen an den Tag. In jüngeren Jahren hat sie gegen die Nazis gekämpft. In späteren Jahren war sie unter anderem für die CIA in Italien tätig. Malory ist außerordentlich gut vernetzt.
Arthur Henry WoodhouseWoodhouse ist Archers gebrechlicher Butler. Malory brachte ihren Sohn im marokkanischen Tanger in einer Bar, in der Woodhouse Barkeeper war, zur Welt. Seitdem hat er die Rolle von Sterlings Butler übernommen und verantwortete große Teile von dessen Erziehung. Woodhouse ist ein britischer Veteran und Held des Ersten Weltkriegs und hat eigenen Aussagen zufolge mindestens 50 deutsche Soldaten umgebracht. Er hat homosexuelle Tendenzen und ist heroinabhängig. Für Archer ist er ein Prügelknabe, den er nicht einmal als Mensch ansieht.
Cyril FiggisCyril ist der unsichere und leicht schüchterne Buchhalter von ISIS. Er war zwischendurch mit Lana liiert, wurde jedoch verlassen, nachdem er aufgrund seiner Sexsucht fremdgegangen war. Des Weiteren ist er der richtige Vater von Archers Sohn Seamus, den er mit der ehemaligen Prostituierten Trinette zeugte. In der 3. Staffel wird Cyril vom Buchhalter zum Agenten befördert, stellt sich dabei jedoch zumeist recht tölpelhaft an. In späteren Folgen stellt sich heraus, dass Cyril für seine Tätigkeit als Buchhalter Rechtsanwalt gewesen ist.
Pam PooveyPam ist die Personalchefin von ISIS. Neben ihrer sexuellen Frustration hat sie mit ihrem Körpergewicht zu kämpfen. Außerdem wird des Öfteren angedeutet, dass sie bisexuell ist. Sie hat im Verlauf der Staffel mit allen Hauptfiguren Sex mit Ausnahme von Woodhouse. In den ersten Folgen wird sie Plappermaul von ISIS beschrieben. So verbreitet sie schneller Gerüchte, als Memos geschrieben werden. Ihre Funktion in der Firma wird von Cyril als so unwichtig bezeichnet, dass selbst ein schwarzes Brett dafür genügen würde. Manchmal benutzt sie eine Delfinpuppe, um in Beratungssitzungen mit ihren Mitarbeitern zu reden. Über ihre Vergangenheit ist bekannt, dass sie auf einem Milchhof aufgewachsen ist und sich mit illegalen Faustkämpfen durchs College gebracht hat. Im Übrigen zeichnet sich ihre Persönlichkeit durch eine gewisse Rohheit aus, so vertreibt sie ihre freie Zeit mit „Penner-Kämpfen“ und illegalen Autorennen. Im Verlauf der 5. Staffel wird sie kokainsüchtig. In späteren Staffeln nimmt sie an den Angenteneinsätzen aktiv teil. Sie hat diverse Kontakte in die Unterwelt.
Cheryl TuntCheryl ist die Sekretärin von Malory. Sie hält sich zu Unrecht für klüger als andere. Sie wechselt ihren Namen des Öfteren, zum Beispiel zu „Carol“, „Crystal“ oder „Cherline“. Cheryl ist sadomasochistisch veranlagt, lässt sich beispielsweise gerne würgen, um erregt zu werden, oder reagiert freudig, wenn jemand anderes verletzt wird. Des Weiteren erfährt man bereits in der ersten Folge von ihrer Laktoseintoleranz. Außerdem ist sie Pyromanin, hat also eine Vorliebe dafür, Sachen in Brand zu stecken. In der 2. Staffel kommt heraus, dass sie eine Milliardärserbin ist. Sie hat einen Ozelot namens Babou als Haustier, benannt nach dem Ozelot von Salvador Dalí. Im Verlauf der fünften Staffel versucht sie, als Country-Sängerin durchzustarten.
Dr. Algernop KriegerKrieger ist der Leiter der angewandten Wissenschaften bei ISIS. Diese Position nutzt er allerdings eher, um harte Sexphantasien technologisch umsetzen zu können, weswegen er kurzzeitig eine nicht näher erläuterte Beziehung zu Cheryl pflegte. Darüber hinaus ist er andauernd mit verschiedenen Experimenten beschäftigt, die häufig Tiere involvieren. Krieger entwickelte für sich selbst eine virtuelle Freundin, die vom Aussehen an einen Manga-/Anime-Charakter erinnert. Ihr Name ist Mitsuko und sie und Krieger wollten heiraten, haben es aber dann gelassen, weil „die Gesellschaft nicht damit klar käme“. Er ist in Brasilien als Sohn eines nicht näher erwähnten geflohenen Nazis aufgewachsen und wird mehrmals als potentieller Klon Hitlers bezeichnet. Mit 15 Jahren kam er nach Amerika, nachdem seine Dobermänner seinen Vater getötet hatten, was eine Anspielung auf den Film The Boys from Brazil ist. Es gibt einige weitere Krieger-Klone, die insbesondere in Staffel 5 auftauchen.
Ray GilletteRay ist ebenfalls ein ISIS-Agent und besitzt außerdem die Fähigkeit, Bomben zu entschärfen. Er ist homosexuell und war zwei Jahre lang in einer Ehe mit einer Lesbe, die er in einer „Schwul-sein-wegbeten“-Gruppe kennengelernt hatte. Im Verlauf der Serie wird er mehrmals schwer verletzt, sodass er jeweils zum Rollstuhlfahrer wird. Mittels eines von Dr. Krieger entwickelten Implantats kann er jedoch wieder laufen. Ray stammt aus einer recht hinterwäldlerischen Gegend in West Virginia, ist aber das Gegenteil seines dort noch immer lebenden Bruders. Er war Bronzemedaillengewinner im Biathlon.

## Nebenfiguren
Nikolai Jakovist der Chef des russischen Geheimdienstes KGB. Er ist eventuell der leibliche Vater von Sterling Archer. Obwohl der KGB und ISIS eigentlich verfeindet sind, hatte er 40 Jahre lang eine Art romantische Beziehung zu Malory Archer, mit der er sich auch getroffen hat oder auch Telefon-/Camsex hatte. Er wollte, dass Malory Archer zu ihm nach Russland zieht, und hat daher ein Sextape von ihr machen lassen, um sie damit indirekt zu erpressen.
Katya Kazanovaist eine ziemlich attraktive, blonde Agentin des KGB und rettete Sterling Archers Leben, indem sie befreundete Agenten umbrachte. Sie hatte sich in Sterling Archer verliebt, als sie in einer Vorlesung während ihrer KGB-Ausbildung ein Foto von ihm sah. Offenbar verliebte sich auch Archer in sie, denn er machte ihr einen Heiratsantrag und nahm sie mit nach Amerika. Der Rest des ISIS-Teams hielt sie für eine Doppelagentin, bis sie am Tage der Hochzeit umgebracht wurde. Später kehrt sie als ein von Dr. Krieger geschaffener Cyborg zurück, verlässt Sterling dann jedoch für Barry.
Barry Dylanist ein ehemaliger Agent einer konkurrierenden Spionageagentur: ODIN. Barry hat einen tiefen Hass auf Archer, nachdem dieser Sex mit seiner Verlobten hatte und ihn mehrmals schwer verletzt hat. Am Ende der 2. Staffel hat der KGB Barry zu einem Cyborg gemacht, damit er Archer tötet. Stattdessen tötet er Sterlings Verlobte, die ehemalige russische Agentin Katya, und einen seiner möglichen Väter, Nikolai Jakov. Einige Male ist Barrys Roboterskelett zu sehen, welches an das Endoskelett des Terminators erinnert.
Borisist der Assistent des KGB-Chefs Nikolai Jakov, und sieht in diesem eine Art Vaterfigur, weshalb er auch den Vaterschaftstest für Archer sabotiert. Boris verhilft Jakov später zur Flucht vor Barry und dient diesem dann als Assistent. Boris hat anfangs gute Ideen, wie etwa die Umwandlung des schwerverletzten Barry zu einem Cyborg, doch nimmt sein Einfallsreichtum später ab.
Brett Bunsenarbeitet bei ISIS in unbekannter Position und wird ständig von Archer oder anderen Personen angeschossen. Er wird zu Beginn der fünften Staffel bei der Erstürmung des ISIS-Hauptquartiers durch das FBI erschossen.
Slaterist ein CIA-Agent, der in den späteren Staffeln als Auftraggeber von ISIS dient.

## Besetzung und Synchronisation

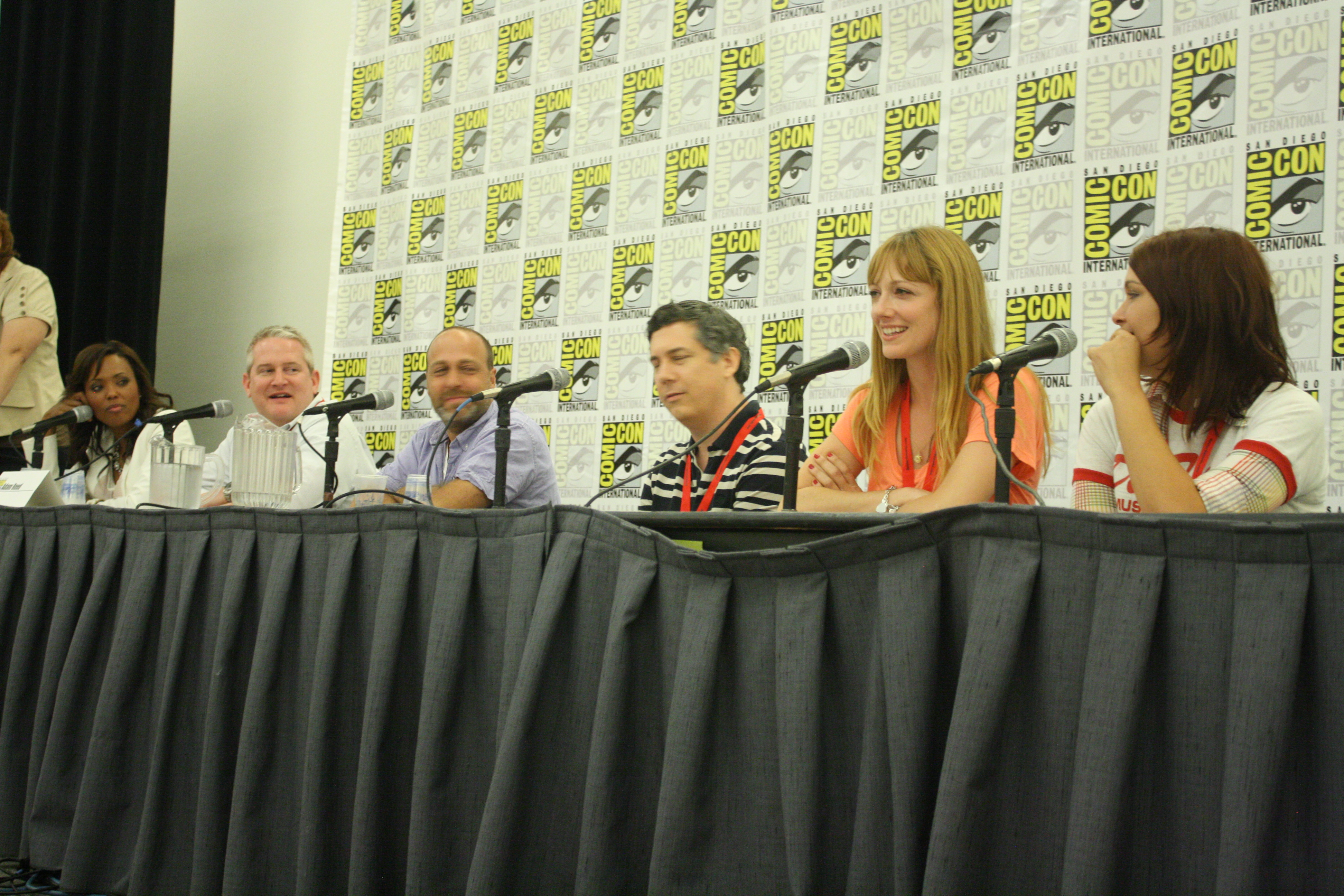
Von links nach rechts: Aisha Tyler, Adam Reed, H. Jon Benjamin, Chris Parnell, Judy Greer und Amber Nash während Comic-Con International 2010

Die Synchronisation entsteht nach einem Dialogbuch von Stefan Eckel (Staffel 3, 4 & 6) und Stefan Kaiser (Staffel 5) und unter der Dialogregie von Eckel (Staffel 3) und Kaiser (Staffel 4 bis 6) durch die Synchronfirma Level 45 in Berlin.
| Figur                | Originalsprecher                      | Deutscher Sprecher                                | Hauptrolle (Episoden) | Nebenrolle (Episoden)            |
| -------------------- | ------------------------------------- | ------------------------------------------------- | --------------------- | -------------------------------- |
| Sterling Archer      | H. Jon Benjamin                       | Dennis Schmidt-Foß                                | 1.01–                 |                                  |
| Lana Kane            | Aisha Tyler                           | Britta Steffenhagen                               | 1.01–                 |                                  |
| Malory Archer        | Jessica Walter                        | Karin Buchholz (St. 1–9) Nina Herting (St. 10–12) | 1.01–12.08            |                                  |
| Cyril Figgis         | Chris Parnell                         | Alexander Doering                                 | 1.01–                 |                                  |
| Cheryl Tunt          | Judy Greer                            | Cathlen Gawlich                                   | 1.01–                 |                                  |
| Pam Poovey           | Amber Nash                            | Almut Zydra                                       | 1.01–                 |                                  |
| Arthur Woodhouse     | George Coe (St. 1–4) Tom Kane (St. 5) | Hasso Zorn                                        | 1.01–5.09             | 8.01, 10.09                      |
| Arthur Woodhouse     | Roy McCrerey (jung)                   | David Turba                                       | 2.05                  |                                  |
| Dr. Algernop Krieger | Lucky Yates                           | Matti Klemm                                       | 1.01–                 |                                  |
| Ray Gillette         | Adam Reed                             | Klaus-Peter Grap                                  | 2.01–                 | 1.05, 1.07–1.10                  |
| Len Trexler          | Jeffrey Tambor                        | Helmut Gauß                                       |                       | 1.08–1.09, 2.02, 2.09, 8.01–8.08 |
| Nikolai Jackov       | Peter Newman                          |                                                   |                       | 1.01–3.10                        |
| Mannfred             | René Auberjonois                      | Klaus Sonnenschein                                |                       | 1.04, 1.10                       |
| Uta                  | Kathryn Cressida                      | Antje von der Ahe                                 |                       | 1.04, 1.10                       |
| Barry Dylan          | Dave Willis                           | Marius Clarén (St. 1) Markus Pfeiffer (ab St. 2)  |                       | 1.01–                            |
| Ramon Limon          | Ron Perlman                           | Claudio Maniscalco                                |                       | 1.01, 5.02                       |
| Rodney Whosits       | Andrew Donnelly                       | Stefan Staudinger                                 |                       | 4.01–4.07, 6.06                  |
| Robert               | Stephen Tobolowsky                    | Bodo Wolf (St. 11) Lutz Mackensy (St. 12)         |                       | 11.01–                           |

## Ausstrahlung
| St. | US-DVD        | UK-DVD        | Netflix DE    |
| --- | ------------- | ------------- | ------------- |
| 1   | 28. Dez. 2010 | 2. Mai 2011   |               |
| 2   | 27. Dez. 2011 | 26. März 2012 |               |
| 3   | 8. Jan. 2013  | 1. Juli 2013  |               |
| 4   | 7. Jan. 2014  |               | 22. Sep. 2015 |
| 5   | 6. Jan. 2015  |               | 22. Sep. 2015 |
| 6   | 29. März 2016 |               | 15. Okt. 2015 |
| 7   | 28. März 2017 |               | 15. Aug. 2016 |
| 8   |               |               |               |
| 9   |               |               |               |
| 10  |               |               |               |
| 11  |               |               | 11. Dez. 2020 |
| 12  |               |               | Feb. 2022     |
| 13  |               |               | 29. Dez. 2022 |
| 14  |               |               |               |

Die erste Staffel wurde mit 10 Folgen auf FX erstausgestrahlt. Dabei wurde die erste Folge als Sneak Peek bereits am 17. September 2009 gesendet. Anschließend folgte die weitere Ausstrahlung vom 14. Januar bis zum 18. März 2010. Nach guten Kritiken gab FX Network bereits am 22. Februar 2010 bekannt, dass es eine zweite Staffel mit 13 Folgen geben werde. Diese startete am 27. Januar 2011. Ende März 2011 wurden weitere 16 Folgen bestellt, wovon die ersten drei Folgen ab dem 15. September 2011 als Preview der dritten Staffel ausgestrahlt wurden. Die restlichen Folgen der dritten Staffel wurden ab dem 19. Januar 2012 gezeigt. Bereits im Februar 2012 wurde die Serie dann um eine 13-teilige vierte Staffel verlängert, deren Ausstrahlung seit dem 17. Januar 2013 erfolgt. Am 28. Februar 2013 erfolgte die Verlängerung um eine fünfte Staffel, die wie gewohnt aus 13 Episoden besteht. Die fünfte Staffel, die den Beititel Archer Vice trägt, wurde vom 13. Januar bis zum 21. April 2014 gesendet. Bereits im März 2014 wurde die Produktion zwei weiterer Staffeln mit je 13 Episoden angekündigt. Im Juni 2016 folgte die Verlängerung der Serie um die Staffeln 8, 9 und 10. Entgegen der ursprünglichen Ankündigung des Serienmachers Adam Reed, die Serie mit der zehnten Staffel zu beenden, wurde im Juli 2019 eine elfte Staffel bestellt. Im Oktober 2020 erfolgte die Verlängerung um eine zwölfte Staffel.
Ab der achten Staffel wird die Serie nicht mehr auf FX, sondern auf dem Partnersender FXX ausgestrahlt. Dies gab der Sender Anfang Januar 2017 bekannt.
Die US-Ausstrahlung der ersten Staffel wurde im Durchschnitt von 990.000 Zuschauern gesehen, das Zielgruppen-Rating lag mit 0,5 Prozent ebenfalls recht niedrig. Die ersten neun Folgen der zweiten Staffel erreichten mit einem Zuwachs von 10 Prozent insgesamt 1,09 Millionen Zuschauer beim Gesamtpublikum. Die Zielgruppenreichweite blieb mit 0,5 Prozent konstant schwach.
Die deutschsprachige Erstausstrahlung der ersten Staffel lief ab dem 17. Dezember 2010 auf Comedy Central Deutschland. Die zweite und dritte Staffel wurden zwischen dem 2. Mai und dem 25. Juli 2014 auf VIVA ausgestrahlt. Die vierte und fünfte Staffel wurden am 22. September 2015 erstmals auf Netflix veröffentlicht. Die sechste Staffel hatte dort am 15. Oktober 2015 Premiere und Staffel sieben am 15. August 2016. Inzwischen sind alle Staffeln dort verfügbar.

## Kritik
Die englischsprachige Kritik nahm die Serie überwiegend positiv auf. So erfasst der US-amerikanische Aggregator Rotten Tomatoes überwiegend positive Besprechungen und ordnet die Serie als „Frisch“ ein. Laut dessen Konkurrent Metacritic fallen die Bewertungen im Mittel „Grundsätzlich Wohlwollend“ aus. Während der Zeichenstil gewöhnungsbedürftig sei, wurden besonders die Dialoge gelobt. Auch die vielen popkulturellen Referenzen sowie das Szenario der Serie wurden positiv aufgenommen.

„David Hinckley meint, dass man Archer entweder lieben oder hassen müsste (‚Archer‘ is one of those shows you're going to love or hate), da es fernab des Anstandes sexistisch, rassistisch, ungesund, unangemessen und einfach falsch ist (unbound by the rules of common decency, they talk and behave in ways that are sexist, racist, unsanitary, inappropriate and just wrong), aber sie sei auch klug und witzig (clever and funny), weswegen sie mit ihrem eigenen Wortwitz gut genug sei, liebenswert zu werden. (with its own wordplay and good enough that this love becomes endearing) “

„Jonathan Toomey meint, dass Sterling Archer ihn an Don Draper aus Mad Men erinnere (often reminded me of Don Draper) und es weniger um Spionage gehe, sondern vielmehr um die Personen und ihre Neurosen (Archer has very little to do with spies and espionage and instead focuses on the relationships between the folks in the […] ISIS and their various neuroses). Ebenso seien die Dialoge lustig und die Charaktere angenehm. (the dialogue is funny, the characters are enjoyable)“

„Alan Sepinwall meint, dass die Serie nach zwei zentralen Witzen aufgebaut sei (built around two central jokes), nämlich dem egoistischen, Borderline-Soziopathen Archer, der Frauen, Mitarbeiter und Tiere schlecht behandele (selfish, borderline sociopath who treats women, his co-workers and even animals badly) und der Tatsache, dass selbst eine Spionageorganisation ein Arbeitsplatz sei wie jeder andere (spy agency is a workplace like any other). Insgesamt, gefiel ihm die Serie, da er bei jeder Folge oft laut lachen musste. (laughed frequently and loudly at all)“

Auch die deutsche Kritik nahm die Serie positiv auf und hob ebenso wie die englischsprachige Handlung und Dialoge hervor.

„Derbe Sprüche, skurrile Handlungsverläufe, ungewohnte Sex-Praktiken und ein verpeilter Agent, dessen Leben nur durch die eigene Unzulänglichkeit wieder und wieder in Gefahr gerät – alles das ist Archer.“

„Für viele Fans der Simpsons oder Family Guy wird Archer definitiv etwas ungewohnt sein, sollte aber auf jeden Fall eine Chance bekommen, denn gute Comedy ist spärlich gesät.“

2010 wurde H. Jon Benjamin für Sterling Archer als „Outstanding Voice-Over Performance“ für einen Emmy nominiert. 2016 erhielt die Folge The Figgis Agency diesen Preis in der Kategorie „Outstanding Animated Program“. Bei den Comedy Awards 2011 wurde die Serie als „Animated Comedy Series“ nominiert.